# Mārtiņš Karsums
Mārtiņš Karsums (ur. 26 lutego 1986 w Rydze) – łotewski hokeista, reprezentant Łotwy, trzykrotny olimpijczyk.

## Kariera
- HK Prizma Ryga (2000−2003)
  -  HK Riga 2000 (2000–2001, 2002)
  -  New York Apple Core (2001–2002)
  -  Vilki Riga (2002–2003)
- Moncton Wildcats (2003–2006)
- Providence Bruins (2006–2009)
- Boston Bruins (2008–2009)
- Tampa Bay Lightning (2009)
- Norfolk Admirals (2009–2010)
- Dinamo Ryga (2010–2013)
- Dinamo Moskwa (2013-2018)
- Spartak Moskwa (2018-2020)
- Krefeld Pinguine (2020–2021)
- Dinamo Ryga (2021–2022)
- MHk 32 Liptovský Mikuláš (2022-)

Wychowanek klubu BHS. Od 2010 zawodnik Dinama Ryga, wpierw wypożyczony, następnie wykupiony i przedłużał umowę. Od maja 2013 zawodnik Dinama Moskwa. Odszedł z klubu w kwietniu 2018. Od maja 2018 zawodnik Spartaka Moskwa. Po sezonie 2019/2020 odszedł z klubu. Od końca grudnia 2020 do kwietnia 2021 był zawodnikiem niemieckiego 	Krefeld Pinguine. W maju 2021 został ponownie zaangażowany przez Dinamo Ryga. W lipcu 2022 przeszedł do słowackiego klubu MHk 32 Liptovský Mikuláš.
Uczestniczył w turniejach mistrzostw świata w 2008, 2009, 2010, 2018, 2021 oraz zimowych igrzysk olimpijskich 2010, 2014, 2022.

## Sukcesy

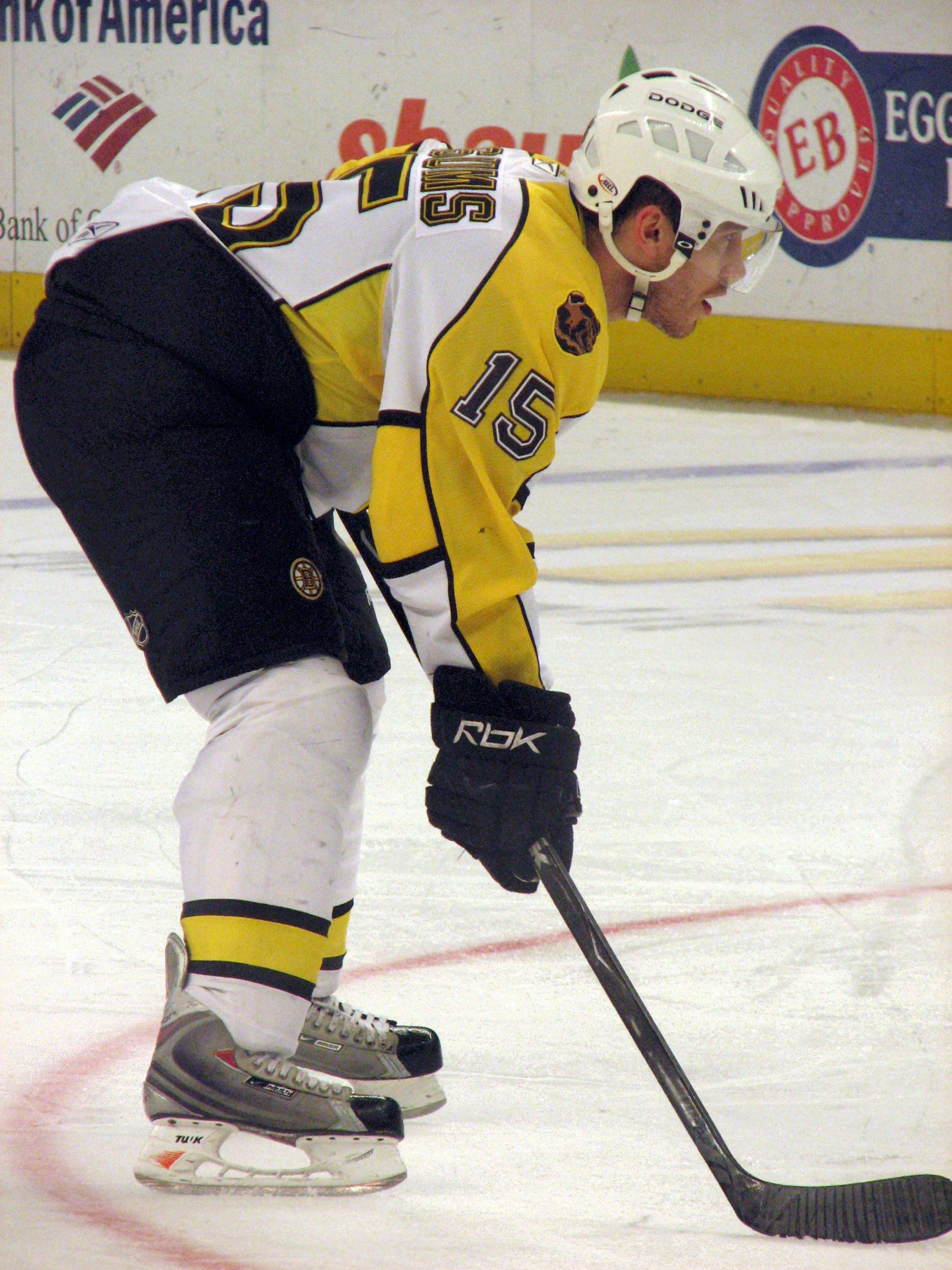
Mārtiņš Karsums w barwach Providence Bruins (2008)

Klubowe
- Złoty medal mistrzostw Łotwy: 2001 z HK Riga 2000
- Srebrny medal mistrzostw Łotwy: 2002 z HK Riga 2000
- Wicemistrzostwo Wschodnioeuropejskiej Ligi Hokejowej: 2001, 2002 z HK Riga 2000
- Coupe du Président: 2006 z Moncton Wildcats
- Trophée Jean Rougeau: 2006 z Moncton Wildcats
- Puchar Nadziei: 2013 z Dinamem Ryga

Indywidualne
- Mistrzostwa Świata Juniorów w Hokeju na Lodzie 2005/I Dywizja#Grupa B:
  - Drugie miejsce w klasyfikacji strzelców turnieju: 7 goli[12]
  - Drugie miejsce w klasyfikacji kanadyjskiej turnieju: 10 punktów[13]
  - Drugie miejsce w klasyfikacji +/- turnieju: +9[14]
- QMJHL (2005/2006):
  - Trophée Guy Lafleur dla Najbardziej Wartościowego Zawodnika (MVP) w fazie play-off ligi
- AHL (2008/2009):
  - Mecz Gwiazd AHL
- KHL (2011/2012):
  - Mecz Gwiazd KHL
- KHL (2016/2017):
  - Piąte miejsce w klasyfikacji zwycięskich goli w sezonie zasadniczym: 6 goli